# Irondale (Missouri)
Irondale és una població dels Estats Units a l'estat de Missouri. Segons el cens del 2008 tenia 455 habitants.

## Demografia
Segons el cens del 2000, Irondale tenia 437 habitants, 169 habitatges, i 117 famílies. La densitat de població era de 312,5 habitants per km².
Dels 169 habitatges en un 34,3% hi vivien nens de menys de 18 anys, en un 55% hi vivien parelles casades, en un 11,2% dones solteres, i en un 30,2% no eren unitats familiars. En el 29% dels habitatges hi vivien persones soles l'11,2% de les quals corresponia a persones de 65 anys o més que vivien soles. El nombre mitjà de persones vivint en cada habitatge era de 2,59 i el nombre mitjà de persones que vivien en cada família era de 3,19.
Per edats la població es repartia de la següent manera: un 28,4% tenia menys de 18 anys, un 10,5% entre 18 i 24, un 27% entre 25 i 44, un 23,1% de 45 a 60 i un 11% 65 anys o més.
L'edat mediana era de 34 anys. Per cada 100 dones de 18 o més anys hi havia 104,6 homes.
La renda mediana per habitatge era de 26.250 $ i la renda mediana per família de 30.156 $. Els homes tenien una renda mediana de 25.833 $ mentre que les dones 15.909 $. La renda per capita de la població era d'11.819 $. Entorn del 19,5% de les famílies i el 23,3% de la població estaven per davall del llindar de pobresa.

## Poblacions més properes
El següent diagrama mostra les poblacions més properes.